# Erik Forslind
Erik Forslind, född 15 juni 1907 i Järvsö, död 11 februari 1983 i Stockholm, var en svensk väg- och vattenbyggnadsingenjör och kemist, som var biträdande professor i fysikalisk kemi vid Kungliga Tekniska högskolan (KTH).
Forslind tog studentexamen i Uppsala och blev civilingenjör i väg- och vattenbyggnad vid KTH 1930. Efter arbete i byggnadsindustrin under 1930-talet började Forslind intressera sig för frågor rörande betongs styrka och egenskaper, och kom på den banan att börja arbeta vid Cement- och betonginstitutet (CBI) i Stockholm som chef för dess avdelning för fysik. Under åren 1946-1947 studerade han även kvantmekanik och teoretisk fysik hos Oskar Klein vid Stockholms högskola.
Forslinds forskningsintresse gällde särskilt vattnets roll i betongen, och han skrev boken A theory of water där han formulerade egna teorier om vattnets egenskaper.
Forslind disputerade 1954 på doktorsavhandlingen Lattice dynamics of ice and a case of diffuse x-ray scattering.
Forslind flyttade därefter sin verksamhet från CBI till Institutionen för fysikalisk kemi vid KTH, där han blev docent under den tid Ole Lamm var professor. Forslind blev senare professor där och stannade på posten till sin pensionering. Ett av Forslinds forskningsintressen var reologi, och han var även en av de första i Sverige att intressera sig för att studera fysikaliska egenskaper med kärnmagnetisk resonans (NMR).
Forslind blev 1971 ledamot av Kungliga Ingenjörsvetenskapsakademien.